# Сарка (посёлок)
Сарка — посёлок в Тихвинском городском поселении Тихвинского района Ленинградской области.

## История
Посёлок Сарка учитывается областными административными данными с 1 января 1936 года в Фишевогорском сельсовете Тихвинского района.
В 1940 году население посёлка Сарка составляло 56 человек.
С 1954 года в составе Лазаревичского сельсовета. 
В 1958 году население посёлка Сарка составляло 196 человек.
По данным 1966, 1973 и 1990 годов посёлок Сарка также входил в состав Лазаревичского сельсовета Тихвинского района.
В 1997 году в посёлке Сарка Лазаревичской волости проживали 417 человек, в 2002 году — 340 (русские — 92 %).
В 2007 году в посёлке Сарка Тихвинского ГП проживали 374 человека, в 2010 году — 303, в 2012 году — 407, в 2025 году — 327 человек.

## География
Посёлок расположен в центральной части района, соединён автодорогой с федеральной автодорогой А114 (Вологда — Новая Ладога).
Расстояние до административного центра поселения — 9 км.
Расстояние до ближайшей железнодорожной станции Тихвин — 15 км.
Посёлок находится на правом берегу реки Рыбежка, чуть ниже устья реки Сарка.

## Демография
| 1940 | 1958 | 1997 | 2002 | 2007 | 2010 | 2012 |
| ---- | ---- | ---- | ---- | ---- | ---- | ---- |
| 56   | ↗196 | ↗417 | ↘340 | ↗374 | ↘303 | ↗407 |
| 2017 |      |      |      |      |      |      |
| ↘375 |      |      |      |      |      |      |

### Национальный состав
Согласно данным Всероссийской переписи населения 2021 года в посёлке проживали 251 человека, из них:
 русские — 230, украинцы — 4, белорусы — 2, коми — 1, литовцы — 1, татары — 1, узбеки — 1, другие национальности — 1 человек, остальные национальность не указали.

## Улицы
Вениамина Смирнова, Лесная, Лесной переулок, Молодёжная, Новосёлов, Поселковая, Речная, Речной переулок, Родниковый переулок, Центральная, Школьная.